# Jagdtross
Jagdtross ist eine, oft altertümliche Bezeichnung für eine Gruppe von Jägern, die meist zu Fuß die berittenen Adligen auf die Hochwildjagd begleiteten. Im weiteren Sinn das Gefolge.
Da die Jagden in den ausgedehnten Waldungen der Fürsten häufig fern der Schlösser stattfanden, gehörten zum Jagdtross neben dem jagdlichen Gefolge auch Bedienstete, die für das leibliche Wohl ihrer Herren zu sorgen hatten.